# Synagelides yunnan
Synagelides yunnan är en spindelart som beskrevs av Song D., Zhu M. 1998. Synagelides yunnan ingår i släktet Synagelides och familjen hoppspindlar. Inga underarter finns listade i Catalogue of Life.